# Christianias flag
 Der er for få eller ingen kildehenvisninger i denne artikel, hvilket er et problem. Du kan hjælpe ved at angive troværdige kilder til de påstande, som fremføres i artiklen.

Christianias flag er det flag, Fristaden Christiania bruger.
Flaget er rødt med tre gule prikker. Der er flere bud på, hvorfor flaget ser ud som det gør, men en tidligere indbygger i Christiania, Paul Tempels, har fortalt denne historie om flagets tilblivelse: I efteråret 1971, da Christiania var ganske nyt, var Paul og hans kæreste lige flyttet til Fredens Ark på Christiania. Hver dag stoppede en turistbus foran deres hjem, og derfor besluttede Paul at lave et navneskilt til fristaden, sammen med sin landsmand, nederlændingen Herman.
Paul og Herman tog til et sted, der hedder Mælkebøtten i dag. Der fandt de en gammel dør, en spand gul maling, og en større spand rød maling, som de valgte at bruge til skiltet. De malede døren rød, da der var mest rød maling, og skrev "Christiania", med gul skrift. Men da bogstaverne blev for tynde, valgte de at gøre de tre prikker over i'erne i "Christiania", større. Skiltet blev fastgjort til flagstangen ved Fredens Ark. På den finske nationaldag havde en gruppe finner drukket sig i hegnet, og kom til at køre ind i flagstangen, og skiltet blev derfor flyttet til Tinghuset, omtrent midt i Christiania, hvorfra det originale skilt næsten ikke har flyttet sig siden.
I start- og midt-'70erne var der planer om at løsrive Christiania fra Danmark. Paul Tempels var tiltænkt informationsministerposten, da han havde hængt en række opslagstavler op, over fristaden. Paul har senere udtalt, at han ikke ønskede posten, men det er en anden sag. Paul foreslog i denne forbindelse at bruge det gamle skilt med prikkerne som flag. Kort efter udbrød der gulsot på Fredens Ark, så Paul, og hans kæreste, der har sukkersyge, måtte flygte fra området. Da de halvandet år senere vendte tilbage til Christiania, var det rød-gule flag blevet Christianias varetegn.